# U-Bahn-Station Pilgramgasse
Pilgramgasse is een metrostation in het district Margareten van de Oostenrijkse hoofdstad Wenen. Het station werd geopend op 30 juni 1899 en wordt bediend door lijn U4

## Stadtbahn
In de tweede helft van de 19e eeuw groeide de Weense bevolking fors en werden meerdere kopstations van verschillende spoorwegmaatschappijen geopend. Om het vervoer tussen de buitenwijken en de binnenstad te verbeteren en de kopstations onderling te verbinden werd in 1892 besloten tot de aanleg van de Stadtbahn met vier lijnen waaronder de Wientallinie. Deze 11 km lange lijn werd, tegelijk met de kanalisering van de Wien, aangelegd en kreeg ook een station bij de Piligrambrug over de Wien.
Het station werd ontworpen door Otto Wagner in opdracht van de Commission für Verkehrsanlagen in Wien. In de ontwerpfase werden de naam Pilgrambrücke gebruikt, maar het werd Pilgramgasse naar de straat uit 1862 die naar landschapsarchitect Franz Anton Pilgram was genoemd. In november 1897 werd het station opgeleverd, maar de opening van het deeltraject Meidling Hauptstraße – Hauptzollamt en daarmee het station duurde nog tot 30 juli 1899.
Het station ligt in een tunnelbak op de rechteroever van de Wien tussen de Pilgramgasse in het noorden en de Ramperstorffergasse in het zuiden. Het stationsgebouw uit 1897 staat aan de noordzijde en is met vaste trappen verbonden met de twee zijperrons.
In december 1918, in de nasleep van de Eerste Wereldoorlog, werd de lijn gesloten als gevolg van kolenschaarste. De Stadtbahn werd tussen juni en oktober 1925 geëlektrificeerd. Op 7 september 1925 werden de diensten op de Stadtbahnlijnen DG, GD en WD hervat met elektrische sneltrams. Het station werd tot in de jaren 70 bediend door lijn WD.

## Metro
Op 26 januari 1968 werd besloten om een metronet aan te leggen waarbij de Wientallinie en de Donaukanallinie zouden worden omgebouwd tot lijn U4. De ombouw tot metro vond plaats tussen 1976 en 1981. Hierbij werd van noord naar zuid gewerkt zodat Pilgramgasse pas op 26 oktober 1980 onderdeel werd van het metronet.
Omdat de inbouw van liften in het gebouw van Otto Wagner niet mogelijk was omdat het gebouw op de monumentenlijst staat werd in 1996 aan de zuidkant een tweede toegangsgebouw met liften opgetrokken zodat het station sindsdien ook rolstoeltoegankelijk is. Deze toegang wordt ook de gezamenlijke toegang van de U4 en de U2 die vanaf 2027 het station zal aan doen. In het kader van het project Linienkreuz U2xU5 wordt de U2 naar het zuiden van Wenen doorgetrokken via onder andere Pilgramgasse. Aan de noordkant van de U2 perrons komt een nieuwe toegang tot het station op de linkeroever van de Wien.

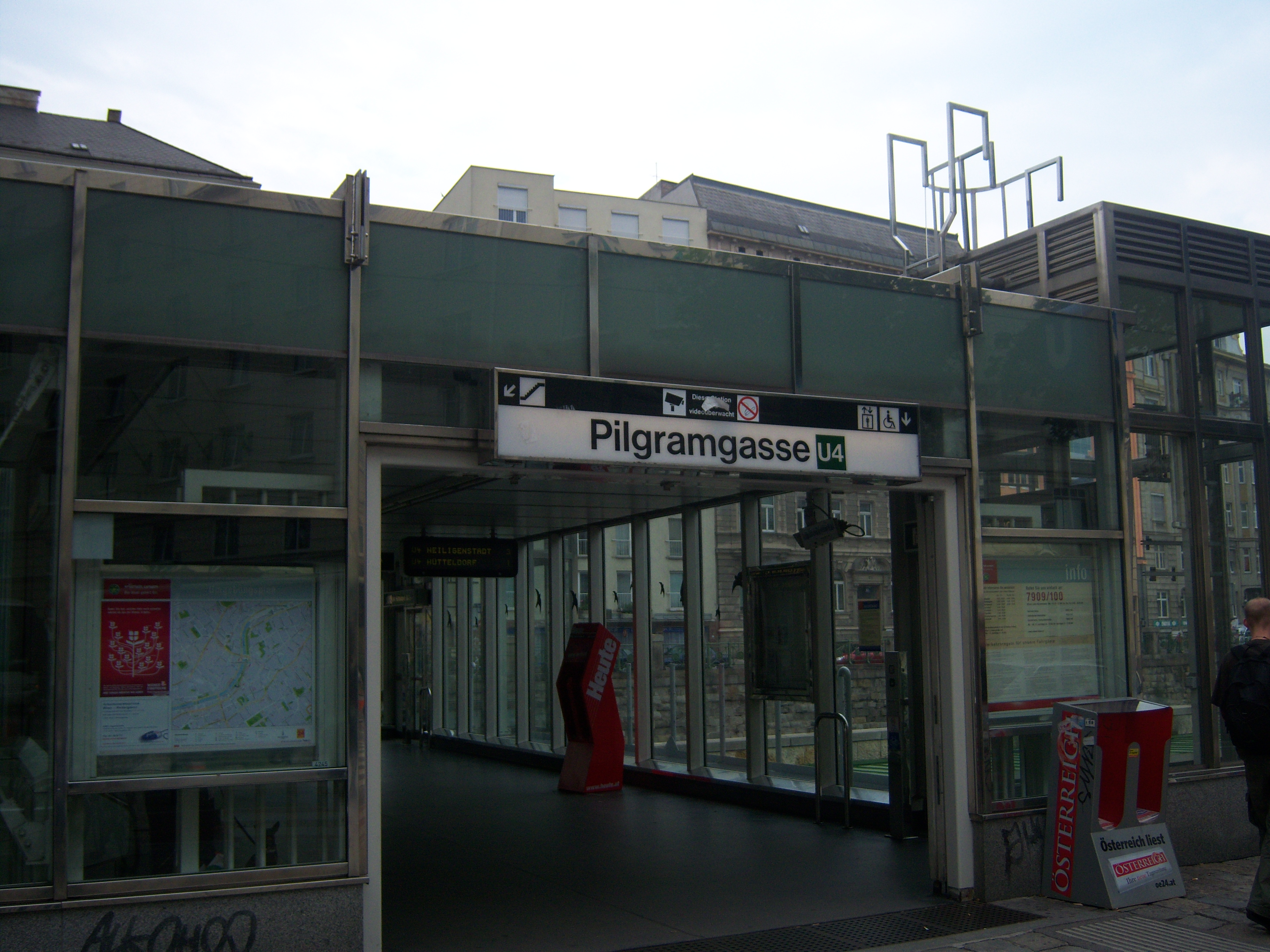
Het zuidelijke toegangsgebouw.
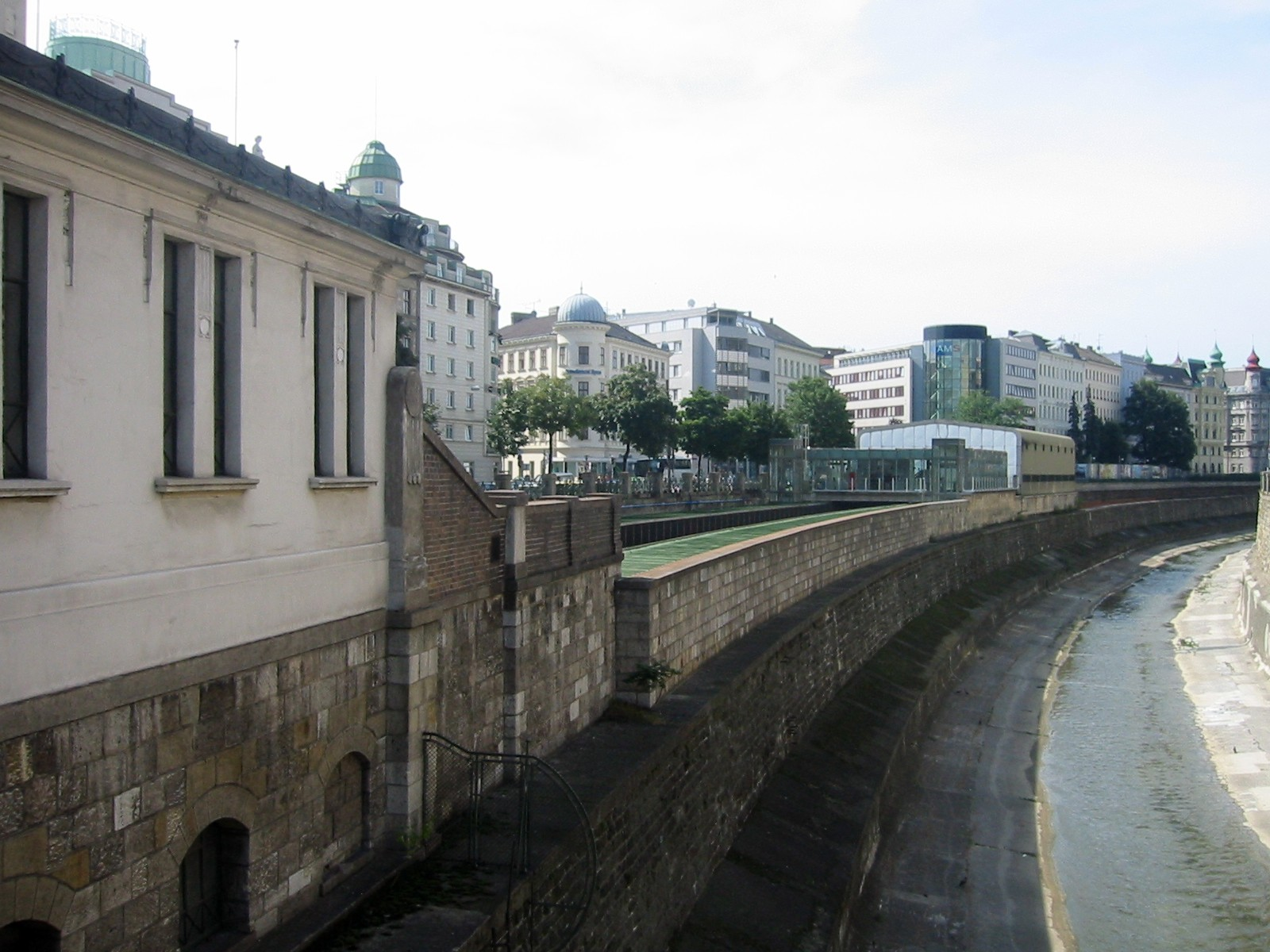
Het station langs de Wien.
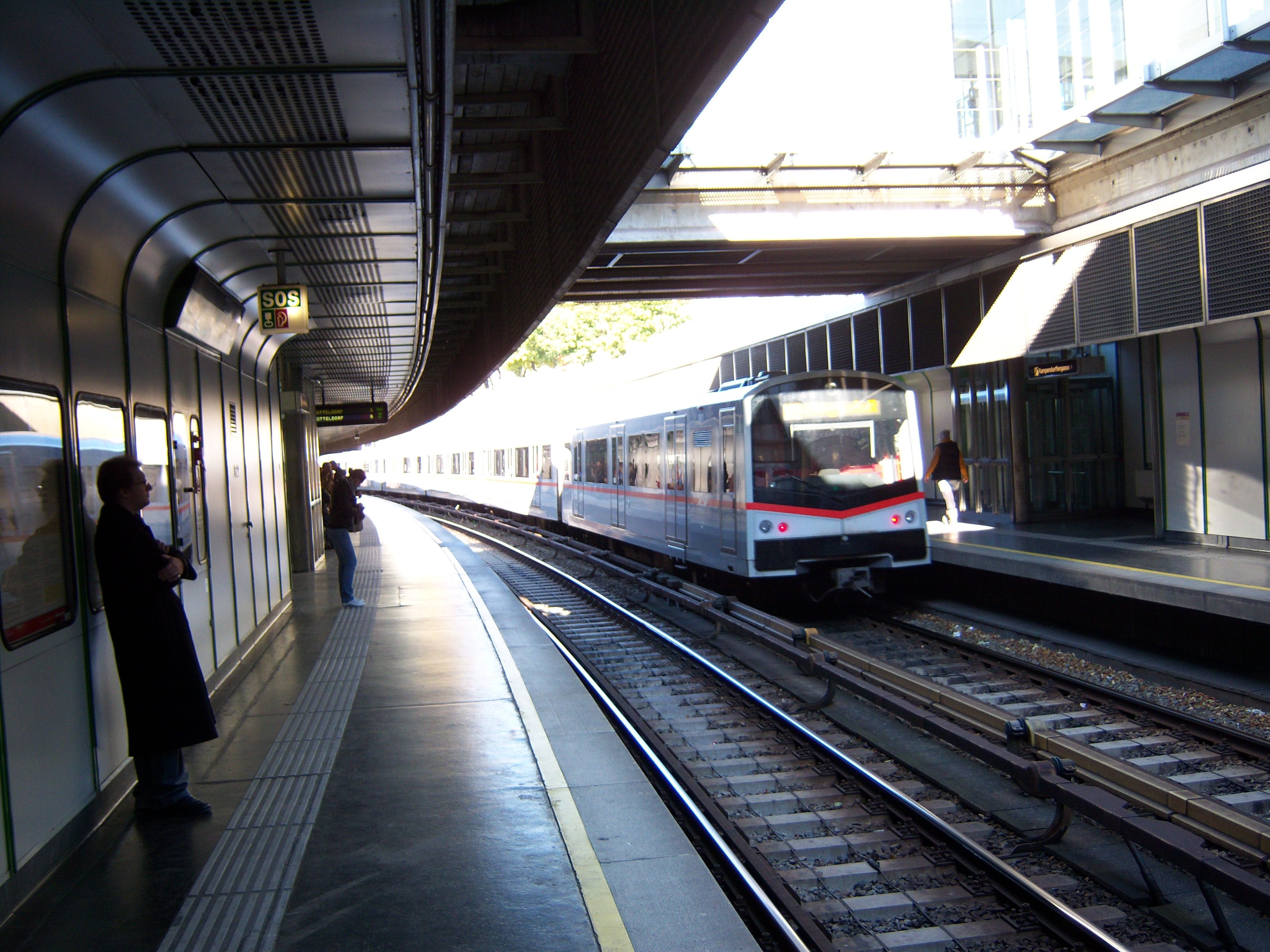
De perrons gezien uit het zuiden.